# Pierre de Wit
Pierre de Wit est un footballeur allemand, né le 26 septembre 1987 à Cologne en Allemagne.

## Carrière

### Clubs
| Saison    | Club             | Pays         | Championnat        | Coupes nationales | Coupes continentales |
| --------- | ---------------- | ------------ | ------------------ | ----------------- | -------------------- |
| 2006-2007 | Bayer Leverkusen | Bundesliga   | 4 matchs           | -                 | 1 match              |
| 2007-2008 | VfL Osnabrück    | 2.Bundesliga | 14 matchs / 2 buts | -                 | -                    |
| 2008-2009 | VfL Osnabrück    | 2.Bundesliga | 33 matchs / 3 buts | 1 match           | -                    |
| 2009-2010 | Kaiserslautern   | 2.Bundesliga | 3 matchs           | -                 | -                    |
| 2010-2011 | Kaiserslautern   | Bundesliga   | 13 matchs          | -                 | -                    |
| 2011-2012 | Kaiserslautern   | Bundesliga   | 25 matchs / 3 buts | 3 matchs          | -                    |

Dernière mise à jour le 19 mai 2012

## Palmarès
- Kaiserslautern
  - Vainqueur de la Bundesliga 2 en 2010.